# Svir

L'Svir (en rus: Свирь, en vepse: Süvär', en carelià i finès: Syväri) és un riu dels districtes de Podporozhsky, Lodeynopolsky i Volkhovsky al nord-est de l'óblast de Leningrad, al territori de la Federació Russa. Flueix cap a l'oest des del llac Onega fins al llac Làdoga, connectant així els dos llacs més grans d'Europa. És el riu més gran que desemboca al llac Làdoga. La longitud del Svir és de 224 quilòmetres, mentre que l'àrea de la seva conca hidrogràfica és de 84.400 quilòmetres quadrats. Les ciutats de Podporozhye i Lodeynoye Pole, així com els assentaments de tipus urbà de Voznesenye, Nikolsky, Vazhiny i Svirstroy es troben a la riba del riu Svir.

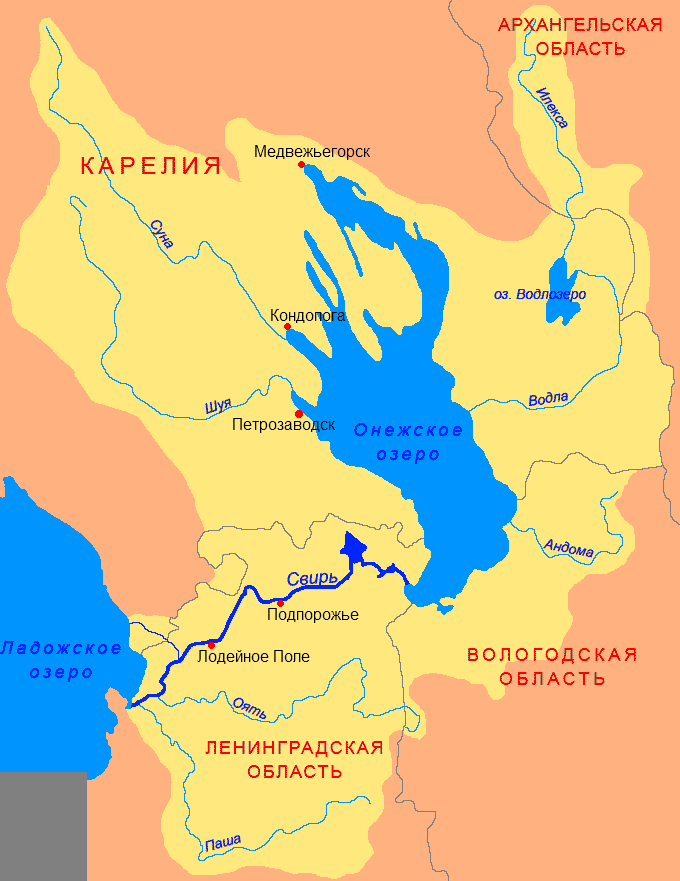
La conca del riu Svir i els seus principals afluents

Després que Pere el Gran connectés l'Svir amb el Neva pel canal Làdoga al segle xviii, el riu ha format part del sistema de canals de Mariïnsk, actualment la via navegable Volga-Bàltic. El canal d'Onega és una circumval·lació del llac Onega des del sud, que connecta l'Svir amb el riu Vytegra. L'Svir s'utilitza per a la navegació, tant amb vaixells de càrrega com de creuers. Al riu hi ha dues preses amb centrals hidroelèctriques. L'estació hidroelèctrica de Svir inferior, a Svirstroy, es troba a 81 quilòmetres de la desembocadura del riu, mentre que l'estació hidroelèctrica Svir superior, situada a Podporozhye, es troba a 128 quilòmetres. Per sobre de l'estació hidroelèctrica de Svir superior s'hi troba l'embassament d'Ivinsky Razliv.
Atès que l'Svir neix al llac Onega, la seva conca hidrogràfica ocupa una àmplia extensió que abasta el sud de la República de Carèlia, el nord i l'est de l'óblast de Leningrad, el nord-oest de l'óblast de Vólogda, i àrees menors a l'óblast d'Arkhàngelsk (la conca del riu Ileksa). Els principals afluents de l'Svir són el Vazhinka (dreta), l'Oyat (esquerra) i el Pasha (esquerra). Els principals rius de la conca del Svir són el Suna, el Shuya, el Vodla i el Vytegra. La conca de l'Svir també inclou una enorme quantitat de llacs d'aigua dolça, els més grans dels quals, darrere del llac Onega, són el llac Vodlozero, el llac Syamozero, el llac Gimolskoye, el llac Lizhmozero i el llac Shotozero. La ciutat de Petrozavodsk i les ciutats de Suoyarvi, Kondopoga, Medvezhyegorsk, Pudozh, Vítegra, Podporozhye i Lodeynoye Pole es troben a l'àrea de captació de l'Svir.
L'àrea al voltant del riu va ser escenari d'importants combats durant la Guerra de Continuació (1941-1944). La riba dreta del baix Svir està ocupada per la Reserva Natural de Nizhnesvirsky, establerta el 1980. 